# Acontia alboater
Acontia alboater là một loài bướm đêm trong họ Noctuidae.